# Jogo do supermercado
O jogo do supermercado é um jogo de computador que auxilia no diagnóstico do transtorno do déficit de atenção com hiperatividade (TDAH). O jogo foi inspirado em um teste neuropsicológico denominado teste do mapa do zoológico, que é parte da bateria de avaliação comportamental da síndrome disexecutiva (BADS), utilizada clinicamente para avaliação de disfunção executiva.

## O Jogo
O Jogo do Supermercado, desenvolvido usando o Torque Game Engine é basicamente um labirinto, ambientado em um supermercado, no qual o jogador adquire itens exibidos em uma lista de compras. Existem dois modos de jogo, que permitem avaliar as capacidades de planejamento e execução do jogador. O paciente avaliado deve iniciar pela entrada de clientes, coletar os itens da lista de compras e finalizar as compras na área do caixa, no menor tempo possível, sem passar mais de uma vez pelo mesmo caminho (exceto em um trecho específico, facilmente identificado pela cor azul). A cada item da lista coletado, o paciente recebe um ponto. Iniciar pela entrada de clientes e finalizar no caixa também acrescenta um ponto. Quando uma regra básica é quebrada, o paciente perde um ponto.

### Modos
- Modo 1: Composto por 10 fases. A cada fase é fornecida uma nova lista de compras, acrescentado um novo item. Os itens podem ser adquiridos em qualquer ordem, respeitando as regras básicas. A função avaliada no Modo 1 é prioritariamente a capacidade de planejamento do paciente.[1]
- Modo 2: Composto de 8 fases com dificuldade crescente,  também é fornecida uma lista de compras, mas seus itens devem ser adquiridos na ordem em que são apresentados na lista, no menor tempo possível. No Modo 2, a tarefa primordial é a avaliação da capacidade de execução do paciente.[1]

## Relatórios

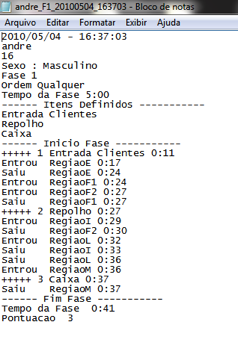
Exemplo de relatório gerado pelo Jogo do Supermercado para auxiliar no diagnóstico do TDAH.

Ao final de cada fase do jogo é gerado um arquivo de texto com informações tais como nome do jogador, idade, sexo, início e fim da fase com o tempo gasto para o percurso e a pontuação atribuída. As fases de ambas as versões são utilizadas para coletar os dados necessários para avaliação das estratégias adotadas pelo jogador. Esses fornecem dados capturados através do jogo serão utilizados para avaliar um possível comprometimento das funções de planejamento e execução freqüentemente presentes no TDAH.

## Diagnóstico
Com base nos dados apresentados nos relatórios e na pontuação do jogador, o profissional pode concluir se o paciente apresenta TDAH. Abaixo, uma tabela demonstrando a pontuação do jogo esperada para cada caso.
| Pontuação Esperada Para Cada Caso |               |
| Faixa de Pontuação                | Diagnóstico   |
| 50 a 60 pontos                    | TDAH          |
| 61 a 70 pontos                    | Controle      |
| 71 a 80 pontos                    | TDAH Medicado |